# Usine à plâtre de Champourcin
L'usine à plâtre est une usine située à Digne-les-Bains, en France.

## Localisation
L'usine est située sur la commune de Digne-les-Bains, dans le département français des Alpes-de-Haute-Provence.

## Historique
Construction des fours dans les années 1880-1890. Dans les années 1920, ils sont abandonnés au profit d'un four rotatif. Abandon définitif des installations dans les années 1940.
L'édifice, avec ses carrières et ses fours, est inscrit au titre des monuments historiques par arrêté du 17 juin 1996.